# Turpinia megaphylla
Turpinia megaphylla är en pimpernötsväxtart som beskrevs av Louis René Tulasne. Turpinia megaphylla ingår i släktet Turpinia och familjen pimpernötsväxter. Inga underarter finns listade i Catalogue of Life.